# 秧鹤属
秧鹤属（学名：Aramus）是秧鹤科唯一现存的属。秧鹤是本属唯一的现存物种，另有中新世的化石种Aramus paludigrus。 